# Oskar Abisch
Oskar Abisch (* 10. Januar 1886 in Sniatyn; † 18. Dezember 1948 in London) war ein deutscher Bauingenieur und Statiker.

## Leben
Oskar Abisch, ursprünglich wohl Osias Abisch, zog mit seiner Familie in seiner Jugend nach Kutten und besuchte bis 1906 eine Jeschiwa. Danach studierte er an der Technischen Hochschule in Berlin-Charlottenburg und schloss mit einem Diplom ab. Seine Verlobte Toni (Taube) Tannenzapf, die mit ihm nach Berlin gezogen war, besuchte zum Abschluss ihrer Schulbildung ein Pensionat in Berlin. 1908 heiratete das Paar in Kutten. Die Tochter Erna wurde 1912 geboren, 1916 folgte der Sohn Heinz. 
Oskar Abisch legte 1914 die Vorprüfung für die Promotion an der Technischen Hochschule Aachen ab, meldete sich dann aber freiwillig zum Militär. Wegen einer Lungenschwäche blieb er aber nicht lange Soldat. Er lebte in den ersten Kriegsjahren noch in Charlottenburg, fand aber 1916 eine Anstellung in Aachen und promovierte dort 1919 bei Gustav Schimpff mit der Arbeit Der mehrfach gestützte Rahmen mit starren Verbindungen zwischen Balken und Stützen. 1922 zog er nach Köln, wo er sich 1924 oder 1925 als beratender Ingenieur bei Stahl- und Brückenbau selbstständig machte. 
Abisch, der in seinem Büro bis zu acht Ingenieure beschäftigte, lebte mit seiner Familie zunächst im Haus Gotenring 16 in Deutz, wo er auch bis 1928 sein Büro hatte. Danach verlegte er das Büro in den Gotenring 1 und bald darauf ins Haus Goldschmidt mit der Adresse Domkloster 1. Zu Wohnzwecken erwarb er, offenbar geschäftlich sehr erfolgreich, die Villa Aachener Str. 675/Am Morsdorfer Hof in Braunsfeld. Dort lebte er von 1930 bis zu seiner Emigration mit seiner Familie. 1931 wurde er in den AIV aufgenommen, 1937 wurde diese Mitgliedschaft jedoch aus rassenpolitischen Gründen rückgängig gemacht. 1934 oder 1935 verlegte er sein Büro in das Ring-Haus am Hohenzollernring 22–24. Zu diesem Bau hatte er selbst die statischen Berechnungen geliefert. Zu dem Umzug bewog ihn eine Sperrung seines Büros während einer nationalsozialistischen Veranstaltung. 1937, nachdem seine Aufträge offenbar zurückgegangen waren, verlegte er sein verkleinertes Büro in den Habsburgerring 30. 
Oskar Abischs Tochter heiratete 1935 in Krakau und lebte später in Israel. Für seinen Sohn und sich selbst suchte er in Großbritannien um eine Arbeitserlaubnis nach; dort erfuhr er auch von der Reichspogromnacht. Dennoch kehrte er nach Köln zu Frau und Sohn zurück und wurde zwei Tage später verhaftet. Nachdem die Arbeitserlaubnis aus England eingetroffen war, wurde er aus dem Gefängnis entlassen, erhielt aber die Auflage, bis zum Jahresende 1938 Deutschland zu verlassen. Sein Haus musste er zwangsweise verkaufen, der größte Teil des Erlöses wurde auf ein Sperrmark-Konto eingezahlt. Abisch konnte mit seiner Frau und unter Mitnahme der Möbel emigrieren; sein Sohn und die Schwiegertochter hatten schon vorher eine Unterkunft in London gefunden. Durch Vermittlung eines Direktors der Firma Krupp erhielt Oskar Abisch einen Auftrag der Margarinefabrik Blueband, dem weitere Aufträge folgten, so dass Abisch bald ein Ingenieurbüro in London eröffnen konnte. In den Jahren 1939 und 1940 meldete er je ein Patent an, jeweils zusammen mit einer englischen Firma. Sein Büro musste er wieder schließen, als der Zweite Weltkrieg ausbrach; er wurde aber nicht interniert und konnte von seiner Wohnung aus weiterhin kleinere Aufträge erledigen. 1947 wurde er naturalisiert.
Nach Oskar Abisch ist in Köln seit 2006 der Oscar-Abisch-Weg benannt. An Abisch und viele seiner Kollegen erinnerte die Ausstellung Köln und seine jüdischen Architekten des NS-Dokumentationszentrums Köln im Jahr 2010.

## Bauten
Abisch war an der Planung diverser wichtiger Bauten beteiligt. Darunter waren die Paketverteilerhalle der Kölner Hauptpost in der Kölner Altstadt, das Ringhaus mit Ufa-Palast am Hohenzollernring 22–24/Friesenwall 21–25a, die Fordwerke Niehl, ein Hallenbau in der Kölner Altstadt in der Schwalbengasse, die Verstärkung der Hohenzollernbrücke in Köln, ebenso die Verstärkung der Südbrücke, in Frechen ein Großraumbunker und eine Brikettstapelhalle für I. G. Farben, eine Eisenbahnbrücke in Mannheim und diverse Gebäude für Krupp in Essen.